# Chermayeff & Geismar & Haviv
Chermayeff & Geismar & Haviv ist ein US-amerikanisches Grafik- und Kommunikationsdesignbüro mit Sitz in New York City. Das Büro wurde 1957 von den Yale-Absolventen Ivan Chermayeff und Tom Geismar gegründet und entwickelte einige der weltweit bekanntesten Logos für Unternehmen und andere Organisationen. Zu den Kunden von Chermayeff und Geismar gehörten unter anderem Pan Am, Mobil Oil, Chase Manhattan und Xerox.

Das Logo der National Geographic Society
Logo der Marke Mobil
Die „Chase-Schlaufe“
Das logo von Screen Gems
Das Logo von Merck & Co.
Logo der deutschen Magirus GmbH
Der NBC-Pfau nach der Modernisierung 1986
Logo der Warner Bros. Discovery
Das logo von Britische Version von TNT Sports
Das logo von Warner Bros. Entertainment
Das logo von Warner Bros. Pictures Animation (bis 2024)
Das logo von TNT Sports USA
Das logo von Warner Bros. Pictures Animation (seit 2024)

Den beiden Gründern wurde 1979 die AIGA-Medaille des American Institute of Graphic Arts verliehen. Im Oktober 2014 erhielten sie den National Design Award des Cooper Hewitt, Smithsonian Design Museum für ihr Lebenswerk. Im Jahr 2006 wurde Sagi Haviv als dritter Partner in die Gesellschaft aufgenommen. Ivan Chermayeff verstarb am 3. Dezember 2017 im Alter von 85 Jahren.